# Franciszek Skaryna

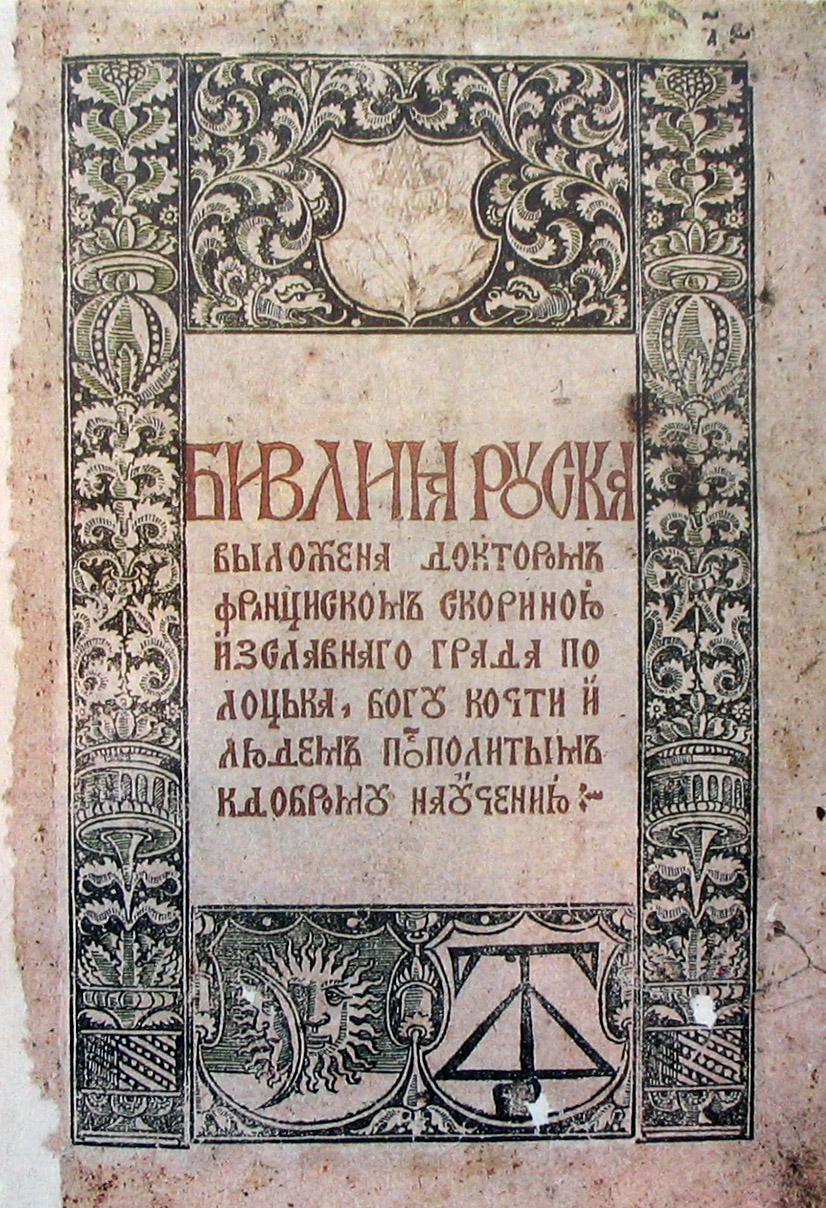
Biblia ruska

Franciszek Skaryna, biał. Францыск / Францішак Скарына, Francysk / Franciszak Skaryna, także spotykany zapis Skoryna (ur. przed 1490 w Połocku, zm. po 1540 w Pradze) – ruski humanista, drukarz, wydawca, filozof, tłumacz Biblii z języka staro-cerkiewno-słowiańskiego na język ruski (starobiałoruski) – Biblia Franciszka Skaryny (Biblia Ruska), artysta grafik, pisarz, lekarz i przedsiębiorca. Skaryna jest uważany za prekursora drukarstwa wschodniosłowiańskiego oraz piśmiennictwa białoruskiego.

## Życiorys
Franciszek Skaryna urodził się w Połocku (będącym ważnym ośrodkiem Wielkiego Księstwa Litewskiego; do 1504 roku stolicą namiestnictwa połockiego, które od tej pory nazywano województwem połockim) w latach osiemdziesiątych XV wieku w rodzinie kupca Łukasza Skaryny. Dokładna data urodzenia jest nieznana. P. Uładzimirau – po zestawieniu kilku faktów z życia drukarza – ustalił ją na lata 1487–1489. Według niego, po pierwsze, zgodnie z ówczesnym zwyczajem Franciszek Skaryna nie mógł mieć mniej niż czternaście lat, gdy rozpoczynał w 1504 roku studia w Krakowie. Po drugie, uznając słuszność pierwszego stwierdzenia, gdy Skaryna w 1517 roku wydawał w Pradze swoją pierwszą książkę, mógł mieć około 27 lat. Na tyle lat w przybliżeniu wygląda na pochodzącym z tego samego roku portrecie. Teorię Uładzimiraua podważał Hienadź Lebiedzieu, który – po zbadaniu źródeł polskich i czeskich – ustalił datę narodzin Franciszka Skaryny na 1482 rok. Według niego pochodząca z 1504 roku wzmianka, uważana dotąd za najwcześniejszą informację o Skarynie, odnotowana w księgach matrykularnych Akademii Krakowskiej – Franciscus Luce de Ploczko – odnosi się do niejakiego Franciszka z Płocka. Z wynikami badań Lebiedzieua zgadzał się Kastuś Tarasau, który podważał prawdopodobieństwo podjęcia przez Skarynę studiów w wieku 14 lat i uzyskania doktoratu z medycyny w wieku 22 lat. Mikałaj Szczakacichin, analizując ryciny, które Skaryna zamieścił w wydanych przez siebie książkach, doszedł do wniosku, że humanista urodził się 6 marca 1486 roku, gdy w Połocku nastąpiło zaćmienie słońca. Skaryna był katolikiem, prawdopodobnie nie w wyniku konwersji, lecz otrzymując chrzest w obrządku rzymskim. Niektóre źródła błędnie przypisują mu imię Jerzy, co jak wyjaśnił J. Halenczanka, wynika z błędnego odczytania dokumentu, w którym zamiast Georgius zapisano egregius.
W 1504 wyjechał do Krakowa, aby podjąć tam studia. Dwa lata później uzyskał na Akademii w Krakowie stopień bakałarza sztuk wyzwolonych. Nie wiadomo, gdzie przebywał i gdzie pobierał nauki w latach 1506–1512. Pod koniec pierwszej dekady XVI wieku otrzymał stopień magistra medycyny, a na początku 1510 roku – stopień doktora. 5 listopada 1512 roku został dopuszczony przez Radę Dyrektorów kolegium medycznego uniwersytetu w Padwie bez uiszczenia wymaganej opłaty do egzaminów na stopień doktora medycyny. Po ich zdaniu w dniach 6 i 9 listopada 1512 roku otrzymał ten tytuł naukowy.
Około 1517 roku Franciszek Skaryna założył w Pradze drukarnię. Dnia 6 sierpnia 1517 roku wydał pierwszą książkę – Psałterz w języku cerkiewnosłowiańskim. Następnie przystąpił do tłumaczenia Biblii na język ruski (białoruski). W sumie przez ponadroczną działalność w Pradze wydał dwadzieścia dwie księgi biblijne. Na początku lat dwudziestych XVI wieku Franciszek Skaryna opuścił Pragę i zamieszkał w Wilnie, gdzie w domu najstarszego burmistrza wileńskiego, Jakuba Babicza, założył pierwszą drukarnię w Wielkim Księstwie Litewskim. Około 1522 roku wydał w niej Małą książeczkę podróżną. W marcu 1525 roku wydrukował ostatnią swoją książkę – Apostoł.
W drugiej połowie lat dwudziestych XVI wieku zawarł związek małżeński z Małgorzatą Odwiernik, wdową po Jerzym Odwierniku – członku wileńskiego magistratu. W lipcu 1529 roku Skaryna wyjechał do Poznania, gdzie zmarł jego brat, Iwan, wileński handlarz futer. Franciszek miał zamiar odzyskać włożone w interes brata pieniądze swojej żony. Sprawa odzyskania wkładów toczyła się w sądzie poznańskim do października 1529 roku. Decyzją sądu Skarynie miało być zwróconych 2500 futer, jego żonie – 23 500, których jednak małżonkowie nie otrzymali.
W 1530 roku Franciszek Skaryna służył na dworze Albrechta Hohenzollerna w Królewcu. Dnia 16 maja 1530 roku książę wydał mu zezwolenie na wyjazd do Wilna, gdzie została jego rodzina, oraz listy do wojewody wileńskiego, w których wstawiał się za Skaryną w sprawie zwrotu jego majątku. Skaryna opuścił Królewiec i wyjechał do Wilna. Dwór Albrechta opuścili bez pozwolenia władcy osobisty lekarz księcia i drukarz. Udali się wraz ze Skaryną na jego zaproszenie do Wilna.
Dnia 5 lutego 1532 roku król Zygmunt Stary na wniosek kredytorów zmarłego Iwana Skaryny podpisał dekret, nakazujący aresztowanie Franciszka. Rozkaz króla został wykonany na początku marca 1532 roku, gdy Skaryna przybył do Poznania. Dnia 24 maja 1532 roku jego bratanek, Roman, wystarał się u króla o uwolnienie stryja i zakaz ścigania za długi brata. Miesiąc później, 17 czerwca 1532 roku, Franciszek Skaryna, który przebywał wówczas na służbie jako sekretarz i osobisty lekarz na dworze biskupa wileńskiego Jana, wystąpił o odszkodowanie w wysokości sześciu tysięcy złotych za straty, które wyrządzili mu kredytorzy zmarłego brata. Jesienią, 21 listopada 1532 roku król specjalnym dekretem wyzwolił Franciszka Skarynę spod władzy sądu, wojewodów, kasztelanów i starostów.
Zdaniem Adama Maldzisa wyjazd Skaryny z Wilna był spowodowany niechęcią Kanclerza wielkiego litewskiego Olbrachta Gasztołda, sprzeciwiającego się działalności wydawniczej w języku ruskim. Według innego źródła, mecenas Gasztołd był promotorem wydawania Biblii  po białorusku, na które to przedsięwzięcie dawał Franciszkowi Skorynie, pieniądze.
Po raz ostatni imię Franciszka Skaryny wspomniane zostało w dokumencie datowanym na 4 października 1535 roku. Około 1535 roku Skaryna przeprowadził się do Pragi, gdzie wstąpił na służbę do Ferdynanda I Habsburga jako jego osobisty lekarz, naukowiec i sadownik. Zmarł w Pradze w latach czterdziestych XVI wieku.
Na uczelni krakowskiej zapisano go jako Litwina (Lithanus), co oznaczało jego pochodzenie państwowe – z Wielkiego Księstwa Litewskiego, w Padwie jako Rusina (Ruthenus), a w Pradze jako Rusa (Rus), co określało jego pochodzenie etniczne. Polem jego działania było Wielkie Księstwo  Litewskie. W 1530 roku jedzie do Moskwy, biorąc ze sobą spory zapas wydrukowanych przez siebie Biblii. Zamierza otworzyć tam religijny zakład wydawniczy, co kończy się jednak niepowodzeniem: przywiezione książki zostają mu odebrane i spalone.
Wyznacznikiem „ruskości” była dla niego nie wiara, ale język ruski. Skaryna podkreślał, że wydał swoje księgi dla ludzi pospolitych języka ruskiego, a jego Biblia była przeznaczona dla wszystkich chrześcijan posługujących się nim, bez względu na to, jakiego byli wyznania.
Nowatorskie podejście Skaryny do języka ruskiego podzielali działacze reformacyjni drugiej połowy XVI wieku – Szymon Budny oraz Wasil Ciapiński. O ile jednak w czasach Skaryny jego los nie budził obaw drukarza, to w późniejszym okresie, już po unii lubelskiej (1569), rosło znaczenie języka polskiego na terenach Wielkiego Księstwa Litewskiego, co budziło zaniepokojenie tych reformatorów, którzy tłumaczyli Biblię na język ruski. Skaryna odegrał dużą rolę w kształtowaniu się samoświadomości narodów wschodniosłowiańskich, które wyłoniły się z Rusinów, zwłaszcza dla Białorusinów.

## Upamiętnienie
Upamiętniono go na znaczku pocztowym poczty ZSRR o nominale 5 kopiejek wprowadzonym do obiegu 17 marca 1988.
Franciszek Skaryna jest patronem orderu i medalu – białoruskich odznaczeń państwowych, a także medalu ustanowionego i nadawanego przez Zjednoczony Gabinet Przejściowy Białorusi.